# Aziatische PGA Tour 2012
De Aziatische PGA Tour 2012 was het 18de seizoen van de Aziatische PGA Tour, sinds 1995. Het seizoen begon met het Zaykabar Myanmar Open, in februari, en eindigde met het Iskandar Johor Open, in december. Er stonden 26 golftoernooien op de kalender.

## Kalender
| Data  | Data  | Toernooi                                 | Land        | Winnaar               | Score | Score | Info                           |
| ----- | ----- | ---------------------------------------- | ----------- | --------------------- | ----- | ----- | ------------------------------ |
| 02-02 | 05-02 | Zaykabar Myanmar Open                    | Myanmar     | Kieran Pratt          | 273   | –15   |                                |
| 09-02 | 12-02 | ICTSI Philippine Open                    | Filipijnen  | Mardan Mamat po       | 280   | –8    |                                |
| 16-02 | 19-02 | Avantha Masters                          | India       | Jbe Kruger            | 274   | –14   |                                |
| 22-02 | 25-02 | SAIL-SBI Open                            | India       | Anirban Lahiri po     | 274   | –14   |                                |
| 14-03 | 17-03 | Handa Faldo Cambodian Classic            | Cambodja    | David Lipsky po       | 273   | –15   | Nieuw (eenmalig) toernooi      |
| 29-04 | 01-04 | Panasonic Open India                     | India       | Digvijay Singh        | 277   | –11   |                                |
| 11-04 | 14-04 | ISPS Handa Singapore Classic             | Singapore   | Scott Hend            | 199   | –11   | 54-holes (regenweer)           |
| 12-04 | 15-04 | Maybank Malaysian Open                   | Maleisië    | Louis Oosthuizen      | 271   | –17   | Verslag                        |
| 19-04 | 22-04 | CIMB Niaga Indonesian Masters            | Indonesië   | Lee Westwood          | 272   | –16   |                                |
| 26-04 | 29-04 | Ballantine's Championship                | Zuid-Korea  | Bernd Wiesberger      | 270   | –18   | Verslag                        |
| 14-06 | 16-06 | Queen's Cup                              | Thailand    | Thaworn Wiratchant    | 277   | –7    |                                |
| 21-06 | 24-06 | Volvik Hildesheim Open                   | Zuid-Korea  | In-woo Lee            | 276   | –12   | Nieuw (eenmalig) toernooi      |
| 30-08 | 02-09 | Omega European Masters                   | Zwitserland | Richie Ramsay         | 267   | –16   | Verslag                        |
| 05-09 | 08-09 | Worldwide Holdings Selangor Masters      | Maleisië    | Thaworn Wiratchant    | 272   | –16   |                                |
| 13-09 | 16-09 | Yeangder Tournament Players Championship | Taiwan      | Gaganjeet Bhullar     | 204   | –12   | 54-holes (weersomstandigheden) |
| 20-09 | 23-09 | Asia-Pacific Panasonic Open              | Japan       | Masanori Kobayashi    | 267   | –17   |                                |
| 27-09 | 30-09 | Mercuries Taiwan Masters                 | Taiwan      | Chi-huang Tsai        | 284   | –4    |                                |
| 04-10 | 07-10 | CJ Invitational Hosted by KJ Choi        | Zuid-Korea  | KJ Choi               | 269   | –15   |                                |
| 11-10 | 14-10 | Venetian Macau Open                      | Macau       | Gaganjeet Bhullar     | 268   | –16   |                                |
| 18-10 | 21-10 | Hero Indian Open                         | India       | Thaworn Wiratchant po | 270   | –14   |                                |
| 25-10 | 28-10 | CIMB Classic                             | Maleisië    | Nick Watney           | 262   | –22   |                                |
| 08-11 | 11-11 | Barclays Singapore Open                  | Singapore   | Matteo Manassero po   | 271   | –13   | Verslag                        |
| 15-11 | 18-11 | Hong Kong Open                           | Hongkong    | Miguel Angel Jiménez  | 265   | –15   | Verslag                        |
| 29-01 | 02-12 | King's Cup                               | Thailand    | Arnond Vongvanij      | 266   | –22   |                                |
| 06-12 | 09-12 | Thailand Golf Championship               | Thailand    | Charl Schwartzel      | 263   | –25   |                                |
| 13-12 | 16-12 | Iskandar Johor Open                      | Maleisië    | Sergio Garcia         | 198   | –18   | 54-holes (regenweer)           |

| po = winnaar na play-off |